# Mubarak al-Nubi
Mubarak Sultan al-Nubi Faraj (arabisch مبارك سلطان النوبي فرج, DMG Mubārak Sulṭān an-Nūbī Faraǧ, * 30. Dezember 1977) ist ein ehemaliger katarischer Hürdenläufer, der sich auf den 400-Meter-Hürdenlauf spezialisiert hat. Zu seinen größten Erfolgen zählen vier Titel bei Asienmeisterschaften.

## Sportliche Laufbahn
Erste Erfahrungen bei internationalen Meisterschaften sammelte Mubarak al-Nubi im Jahr 1994, als er bei den Juniorenasienmeisterschaften in Jakarta in 51,21 s die Goldmedaille über 400 m Hürden gewann. Zudem gewann er mit der katarischen 4-mal-400-Meter-Staffel in 3:13,92 min die Bronzemedaille. Im Jahr darauf siegte er in 50,17 s bei seiner ersten Teilnahme an den Asienmeisterschaften ebendort und 1996 siegte er in 49,07 s bei den Juniorenweltmeisterschaften in Sydney und konnte dort das Rennen mit der Staffel nicht beenden. Anschließend siegte er bei den Juniorenasienmeisterschaften in Neu-Delhi in 47,15 s im 400-Meter-Lauf sowie in 50,76 s auch über 400 m Hürden. Zudem nahm er im selben Jahre erstmals an den Olympischen Spielen in Atlanta teil und schied dort mit 49,27 s im Vorlauf aus und verpasste mit der Staffel mit 3:08,25 min den Finaleinzug. 1997 siegte er in 48,95 s bei den Panarabischen Spielen in Beirut über 400 m Hürden und anschließend startete er bei den Weltmeisterschaften in Athen und gelangte dort bis ins Halbfinale und schied dort mit 48,84 s aus. Anschließend nahm er an der Sommer-Universiade in Catania teil und gewann dort in 49,48 s die Bronzemedaille hinter dem Südafrikaner Llewellyn Herbert und Ruslan Maschtschenko aus Russland. Zudem siegte er im selben Jahr in 49,63 s bei den Arabischen Meisterschaften in Ta'if. Im Jahr darauf verteidigte er bei den Asienmeisterschaften in Fukuoka in 48,71 s seinen Titel und anschließend wurde er beim IAAF World Cup in Johannesburg mit neuem Landesrekord von 48,17 s Zweiter hinter dem Sambier Samuel Matete. Daraufhin nahm er erstmals an den Asienspielen in Bangkok teil und konnte dort sein Rennen im Finale nicht beenden. 2000 nahm er mit der 4-mal-400-Meter-Staffel an den Olympischen Spielen in Sydney teil, wurde dort aber im Vorlauf disqualifiziert.
2001 siegte er in 50,07 s über 400 m Hürden bei den Arabischen Meisterschaften in Damaskus und im Jahr darauf gewann er bei den Asienmeisterschaften in Colombo in 48,67 s seinen dritten Titel. Anschließend wurde er beim IAAF World Cup in Madrid in 48,96 s erneut Zweiter, diesmal hinter dem US-Amerikaner James Carter und daraufhin gewann er bei den Asienspielen in Busan in 48,98 s die Silbermedaille hinter dem Saudi-Araber Hadi Soua’an al-Somaily. 2003 gelangte er dann bei den Weltmeisterschaften nahe Paris bis ins Finale und qualifizierte sich dort mit 52,64 s auf dem siebten Platz. Anschließend siegte er in 49,66 s bei den Arabischen Meisterschaften in Amman und verteidigte bei den Asienmeisterschaften in Manila mit 49,19 s seinen Titel. 2005 startete er bei den Westasienspielen in Doha und siegte dort 50,37 s im Hürdenlauf sowie in 3:09,81 min auch im Staffelbewerb. 2006 gelangte er bei den Asienspielen ebendort bis ins Finale, ging dort aber nicht mehr an den Start. 2009 gewann er bei den Arabischen Meisterschaften in Damaskus in 51,74 s die Bronzemedaille hinter den Saudi-Arabern Bandar Sharahili und Idris Abdulkader al-Housaoui und anschließend sicherte er sich auch bei den Asienmeisterschaften in Guangzhou in 50,19 s die Bronzemedaille, diesmal hinter dem Japaner Kenji Narisako und Joseph Abraham aus Indien. 2010 gelangte er bei den Asienspielen ebendort abermals bis ins Finale und verzichtete dort auf ein erneutes Antreten. Im Jahr darauf nahm er an den Militärweltspielen in Rio de Janeiro teil und schied dort mit 52,74 s in der Vorrunde aus, woraufhin er seine aktive sportliche Karriere im Alter von 33 Jahren beendete.

## Persönliche Bestzeiten
- 400 Meter: 47,15 s, Dezember 1996 in Neu-Delhi
- 400 m Hürden: 48,17 s, 11. September 1998 in Johannesburg